# Urocyon cinereoargenteus
Renard gris, Renard gris d’Amérique
Pour les articles homonymes, voir Renard gris.
Espèce
Statut de conservation UICN

 LC  : Préoccupation mineure
Répartition géographique
Synonymes
Le Renard gris d’Amérique (Urocyon cinereoargenteus) plus communément désignés sous le nom abrégé de renard gris, est une espèce de mammifère carnivore de la famille des canidés. Bien qu’il soit désigné sous le terme de « renard », il appartient au genre Urocyon, appartenant à une tribu (Urocyonini) distincte de celle des « vrais chiens » (Canini) et des « vrais renards » (Vulpini), considérée comme étant la plus basale dans la phylogénie des canidés.  

## Noms et étymologies

### Dénominations
- Nom scientifique valide : Urocyon cinereoargenteus (Schreber, 1775)[1].
- Noms normalisés anglais : Northerm Gray fox (MDD)[1], Tree fox (MDD)[1][2].
- Nom typique en français : Renard gris (RLRQ)[3].
- Noms vulgaires : Renard gris d’Amérique[4], Renard gris américain, Renard arboricole[4].
- Noms vernaculaires, pouvant désigner d’autres espèces : Urocyon, Renard argenté[5], Renard.

### Étymologie
Le  nom de genre « Urocyon » dérive du grec ancien : οὐρά (ourá ; « queue ») + κύων (kúōn ; « chien »). L’épithète spécifique « cinereoargenteus » se constitue des termes « cinereo » (issu de cinereus, cendré) et « argenteus » (argenté), en référence à la teinte du pelage, notamment au niveau de la queue.

## Taxonomie

### Origine et génétique

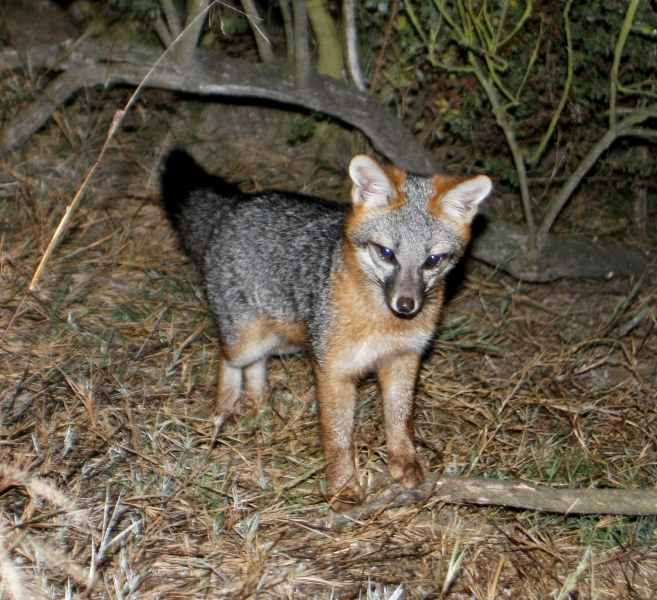
Renardeau aux Palo Alto Baylands en Californie

Les premiers urocyons sont apparus en Amérique du Nord au cours du milieu du Pliocène (époque de l’« âge des animaux terrestres Hemphillien ») il y a environ 3,6 millions d’années, avec les premières preuves fossiles retrouvées sur le site de Lower 111 Ranch, dans le comté de Graham, Arizona, en compagnie de mammifères contemporains tels que le paresseux géant, l’éléphantidé Cuvieronius, le Hemiauchenia et les premiers petits chevaux des genres Nannippus et Equus. Des restes fauniques découverts dans deux grottes du Nord de la Californie confirment la présence des urocyons durant la fin du Pléistocène Une analyse génétique a montré que le renard gris a migré vers le Nord-Est des États-Unis après le Pléistocène, en lien avec la tendance de réchauffement climatique de l’Optimum climatique médiéval.
Les analyses génétiques des canidés vulpoïdes ont confirmé que le renard gris appartient à un genre considéré comme groupe frère des autres taxons vivants de canidés Sur le plan génétique, le renard gris est souvent regroupé avec deux autres lignées anciennes : les nyctéreutes (chiens viverrins) et l’otocyon..
Le nombre de chromosomes est de 66 (diploïde) avec un nombre fondamental de 70. Les autosomes comprennent 31 paires de sous-acrocentriques subgradés, mais une seule paire de métacentriques.
Des études récentes sur l’ADN mitochondrial suggèrent une divergence entre les populations orientales et occidentales du renard gris américain durant l’Irvingtonien au milieu du Pléistocène, formant des taxons frères distincts. Une espèce d’urocyon de petite taille, apparenté, le renard gris insulaire, descend probablement des renards gris du continent. Ces renards auraient été transportés par l’Homme vers les îles, puis d’île en île, et descendraient d’un minimum de 3 à 4 lignées matrilinéaires fondatrices.

### Sous espèces

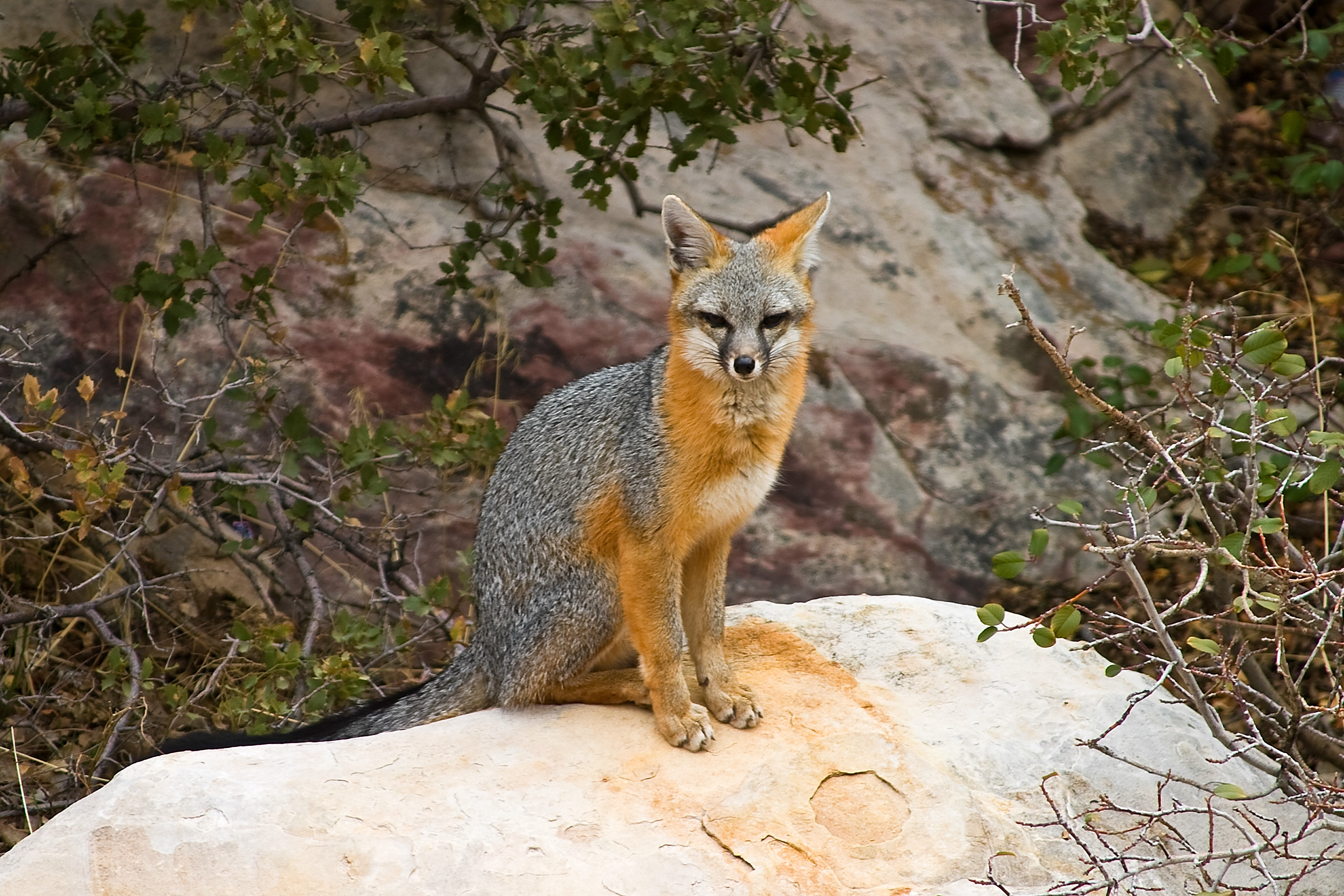
Un urocyon dans le canyon de Red Rock, Nevada, Etats Unis d'Amérique

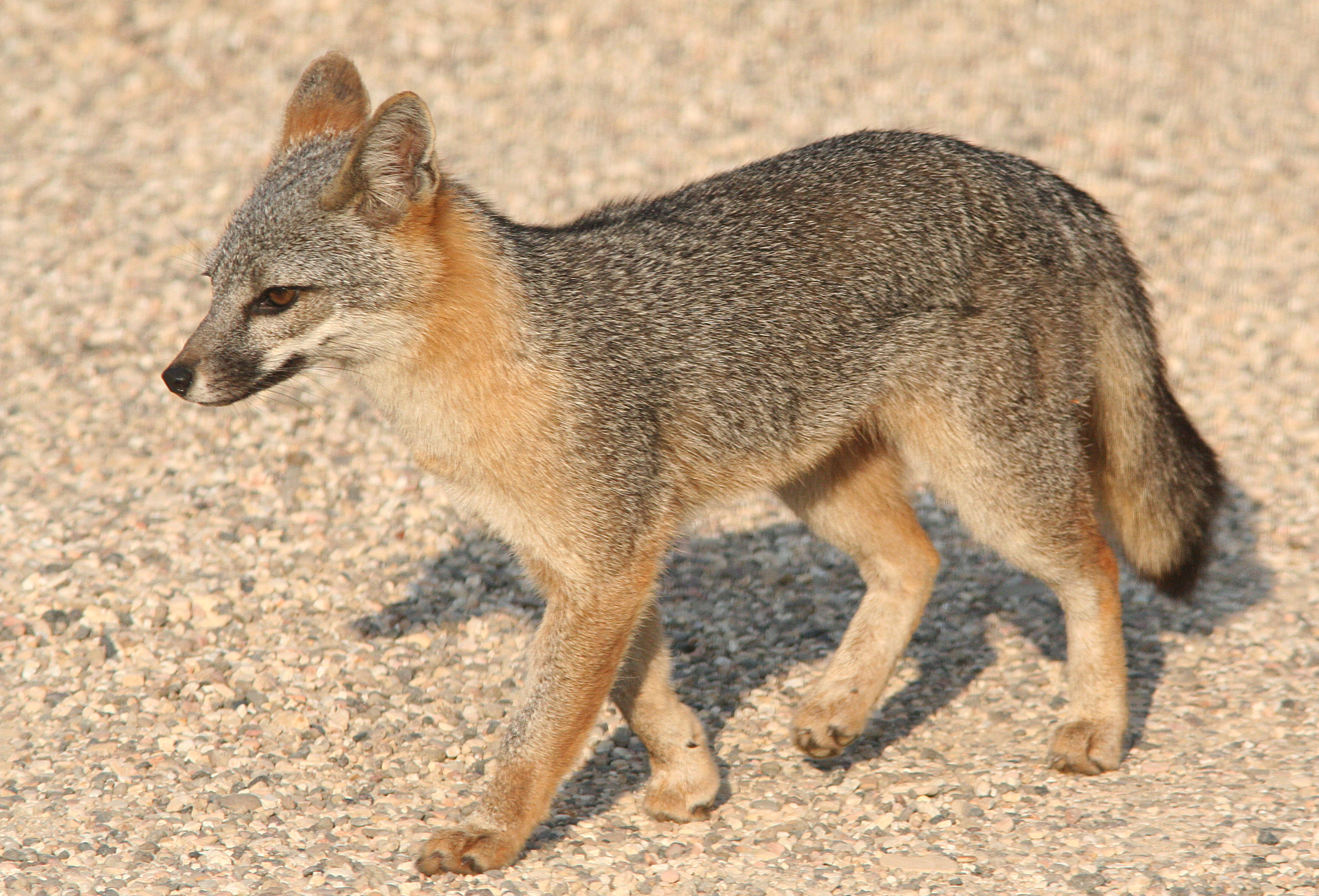
Jeune urocyon

#### Sous-espèces Nord-américaines
- Renard gris d’Amérique du Nord-Est (Urocyon cinereoargenteus borealis) : (Nouvelle Angleterre)
- Renard gris de prairie (Urocyon cinereoargenteus ocythous) : (Grandes plaines)
- Renard gris d’Amérique de l’Est (Urocyon cinereoargenteus cinereoargenteus) : Est des États-Unis.
- Renard gris de Floride (Urocyon cinereoargenteus floridanus) : (Sud-Est des États-Unis)
- Renard gris de Townsend (Urocyon cinereoargenteus townsendi) : (Californie du Nord et Oregon)
- Renard gris de Californie (Urocyon cinereoargenteus californicus) : (Californie du Sud)
- Renard gris d’Arizona (Urocyon cinereoargenteus scottii) : (Sud-Ouest des États-Unis et Nord du Mexique)

#### Renards gris du Mexique
- Renard gris du Yucatán (Urocyon cinereoargenteus fraterculus) : (Yucatán)
- Urocyon cinereoargenteus nigrirostris : (Sud-Ouest du Mexique)
- Urocyon cinereoargenteus orinomus : (Sud du Mexique, Isthme de Tehuantepec)
- Urocyon cinereoargenteus peninsularis : (Basse Californie)
- Urocyon cinereoargenteus madrensis (sud du Sonora, Sud-Ouest du Chihuahua et Nord-Ouest du Durango)

#### Sous-espèces Sud-américaines
- Renard gris du Costa Rica (Urocyon cinereoargenteus costaricensis) (Costa Rica)
- Renard gris du Panama (Urocyon cinereoargenteus furvus) : (Panama)
- Renard gris du Venezuela (Urocyon cinereoargenteus venezuelae) : (Colombie et Venezuela)
- Renard gris du Guatemala (Urocyon cinereoargenteus guatemalae) :(extrême Sud du Mexique au Sud du Nicaragua)

## Description
Le renard gris se distingue principalement de la plupart des autres canidés par ses parties supérieures grisonnantes, une bande noire courant le long de sa queue et un cou robuste, cette queue se terminant par une extrémité noire. Son crâne se différencie aisément de celui de tous les autres canidés nord-américains par ses crêtes temporales largement espacées, formant un « U ». Comme chez les autres canidés, les oreilles et le museau du renard sont anguleux et pointus. Ses griffes sont généralement plus longues et courbées.
Il existe peu de dimorphisme sexuel, si ce n’est que les femelles sont légèrement plus petites que les mâles. Le renard gris mesure entre 76 cm et 112,5 cm de longueur totale. La queue représente entre 27,5 cm et 44,3 cm de cette longueur et ses pieds postérieurs mesurent entre 100 mm et 150 mm. Le poids typique du renard gris est compris entre 3,6 kg et 7 kg, bien que certains individus exceptionnellement grands puissent atteindre jusqu’à 9 kg.... Le renard gris se distingue nettement du renard roux par l’absence évidente de marques foncées caractéristiques sur les pattes de ce dernier. Il possède une bande de poils noirs courant au milieu de la queue, et ses poils de garde sont striés de blanc, gris et noir. Le renard gris présente du blanc sur les oreilles, la gorge, la poitrine, le ventre et les pattes arrière. On trouve également du noir autour des yeux, sur les lèvres et le museau.
Le renard gris d'Amérique a une petite crinière sur le cou, et son dos est marqué d'une bande centrale gris foncé. La nuque est teintée de fauve ; les flancs et les pattes, le menton et le ventre sont blancs ou crème. Suivant les individus, le pelage est moucheté ou rayé de blanc, gris et noir.

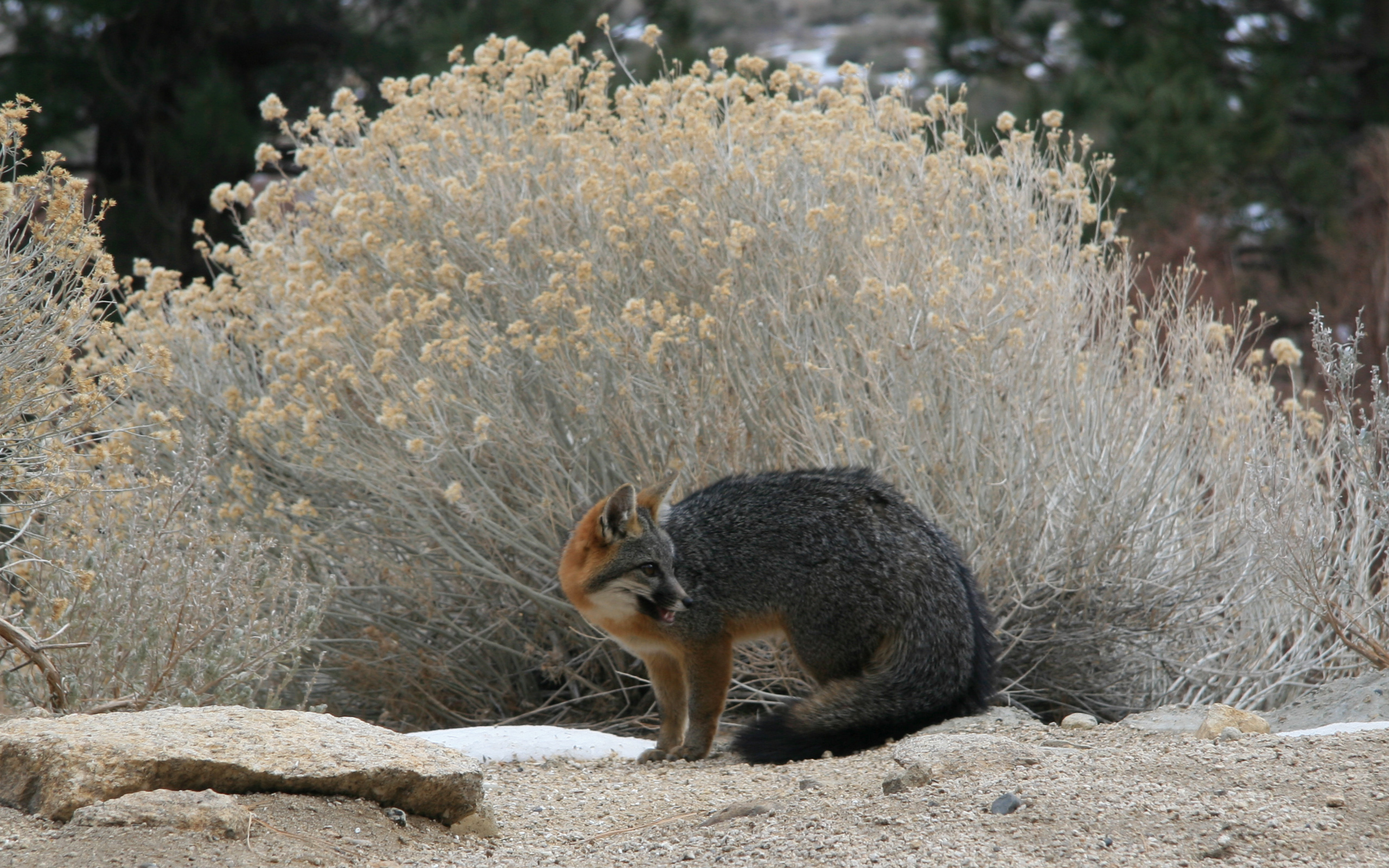
Renard gris, montrant la bande noire de la queue, Sierra Nevada

Contrairement aux espèces du genre Vulpes, comme le renard roux, le renard gris possède des pupilles ovales (et non fendues). Il affiche également une coloration rougeâtre sur certaines parties du corps, notamment les pattes, les flancs, les pieds, la poitrine ainsi que l’arrière et les côtés de la tête et du cou. La bande noire de la queue se termine aussi par une pointe noire. Son poids peut être comparable à celui du renard roux, mais le renard gris semble plus petit car son pelage est moins long et ses membres plus courts.
La formule dentaire du renard gris d’Amérique est de 3.1.4.2 / 3.1.4.3, pour un total de 42 dents.

## Répartition et habitat

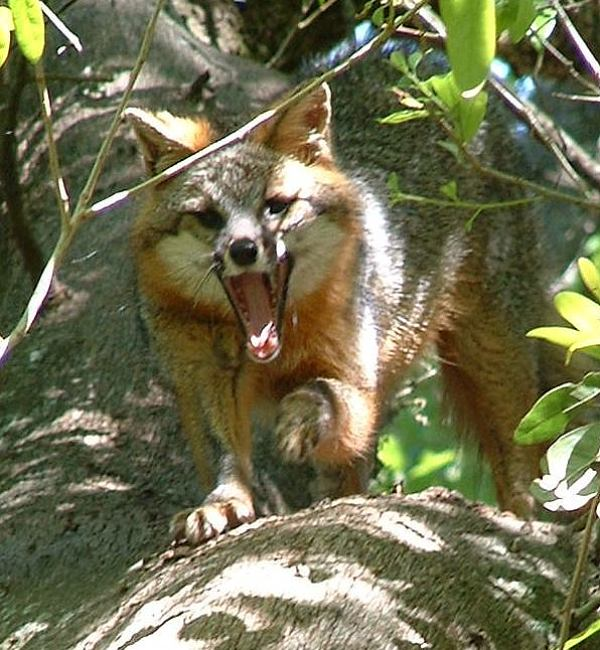
Un renard gris bâillant, dans le nord de la Floride.

Comme son nom l’indique, le renard gris d’Amérique est une espèce présente dans la plupart des régions rocheuses, boisées ou broussailleuses de la moitié Sud de l’Amérique du Nord, depuis le Sud du Canada (du Manitoba au Sud-Est du Québec) jusqu’à la partie septentrionale de l’Amérique du Sud (Venezuela et Colombie), à l’exception des montagnes du Nord-Ouest des États-Unis. L’espèce affectionne les paysages mêlant zones boisées et terres agricoles dans le Midwest, les forêts de genévriers ainsi que les pinèdes de pin ponderosa dans l’Ouest, et les forêts de feuillus dans l’Est. C’est le seul canidé dont l’aire de répartition naturelle s’étend à la fois sur l’Amérique du Nord et l’Amérique du Sud. Dans certaines zones, on observe de fortes densités de population à proximité de falaises couvertes de végétation.  
Vers la partie méridionale de son aire de répartition (par exemple au Belize), l’espèce privilégie un environnement mêlant forêts et terres cultivées. Dans le Sud-Est du Mexique, elle fréquente plutôt des zones où la présence humaine est marquée, comme à proximité des routes.

## Mode de vie

### Comportement
Le renard gris d’Amérique est particulièrement adroit dans l’escalade aux arbres. Ses griffes recourbées lui permettent de grimper rapidement pour échapper à de nombreux prédateurs, tels que le chien domestique ou le coyote, ou pour atteindre des sources de nourriture situées dans les arbres ou en hauteur. Il peut escalader des troncs verticaux dépourvus de branches jusqu'à une hauteur de 18 m et sauter d'une branche à l'autre. Il redescend principalement en sautant de branche en branche, ou en descendant lentement à reculons comme un chat. Le renard gris d’Amérique à des mœurs principalement nocturnes ou crépusculaires et établit son terrier dans des arbres creux, des souches ou des terriers abandonnés pendant la journée. Les tanières situées dans les arbres peuvent se trouver jusqu'à 9,1 m au-dessus du sol,. La plupart du temps, il se repose au sol plutôt qu'en hauteur dans les arbres.
Avant la colonisation européenne de l’Amérique du Nord, le renard roux se trouvait principalement dans les forêts boréales et le renard gris dans les forêts décidues. Avec l’augmentation des populations humaines sur le continent, leur sélection d’habitats s’est adaptée : les renards gris vivant à proximité des populations humaines ont tendance à choisir des zones proches des forêts de feuillus, des endroits principalement utilisés par les humains pour s’y établir.
L’augmentation des populations de coyotes en Amérique du Nord a réduit certaines populations de renards. Les renards gris choisissent donc des habitats leur permettant d’échapper aux coyotes, ce qui explique leur tendance à vivre plus près des zones fréquentées par l’Homme. Les plus grands prédateurs du renard gris, comme le coyote et le lynx roux, évitent généralement les zones d’activité humaine et les routes pavées. Ils utilisent beaucoup les lisières de forêts comme couloirs de déplacement, ce qui constitue leur principal moyen de se mouvoir d’un endroit à un autre. Ces choix ne varient pas selon le sexe, la saison ou l’heure de la journée. Ils réalisent également la majeure partie de leur chasse en lisière, et utilisent ces zones pour échapper aux prédateurs. Les renards gris sont ainsi considérés comme une « espèce de lisière »..

### Alimentation
Le renard gris est un omnivore opportuniste, chassant en solitaire. Il capture fréquemment le lapin à queue blanche (Sylvilagus floridanus) dans l’Est des États-Unis, mais attrape aussi volontiers des campagnols, des musaraignes et des oiseaux. En Californie, le renard gris se nourrit principalement de rongeurs tels que des souris sylvestres, des néotamas et des rats de coton hispide, suivis de lagomorphes, comme les lièvres et le lapin de Nuttall, etc…, Lorsqu’elles sont disponibles, les charognes peuvent aussi faire partie de son régime alimentaire. Dans certaines régions de l’Ouest des États-Unis (comme le parc national de Zion, dans l’Utah), le renard gris est principalement insectivore et herbivore.  Les fruits constituent un élément important de son alimentation, et il consomme ceux qui sont facilement accessibles, mangeant en général plus de matière végétale que le renard roux (Vulpes vulpes). En règle générale, l’on observe une augmentation des fruits et des invertébrés, tels que les criquets, les coléoptères, les papillons et les mites, dans le régime du renard gris lors du passage de l’hiver au printemps. Lorsque les noix, les céréales et les fruits deviennent plus abondants, il les collectent et les enterrent en lieux sûr.  Ils tentent généralement de recouvrir la zone de leur odeur, soit par leurs glandes odoriférantes, soit par leur urine. Ce marquage a un double objectif : leur permettre de retrouver la nourriture plus tard et empêcher d’autres animaux de s’en emparerAnimal Diversity Web (9 août 2025).

### Compétition interspécifique

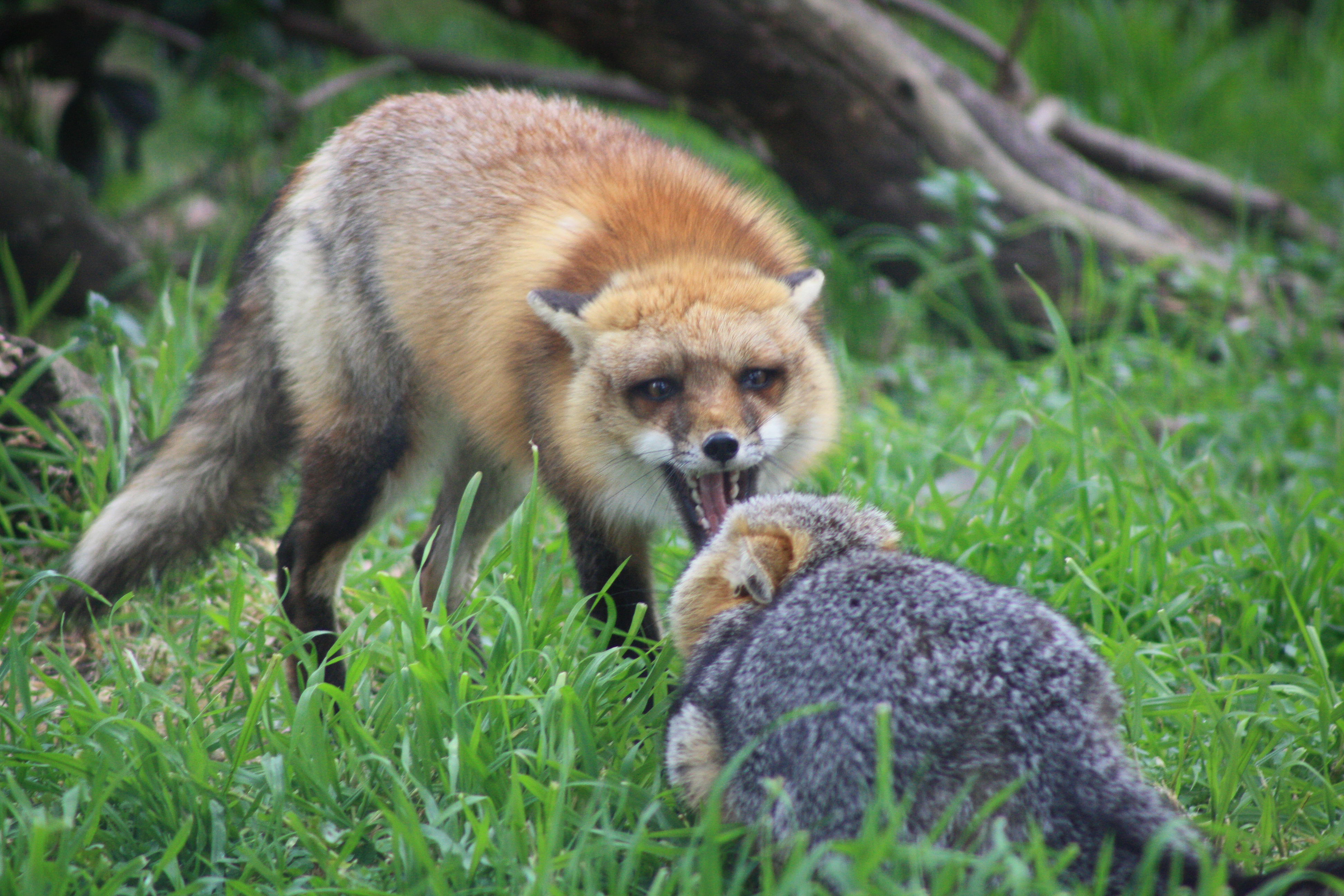
Un renard roux (Vulpes vulpes) face à un renard gris, réserve faunique de la rivière San Joaquin.

Les renards gris chassent souvent les mêmes proies que les lynx roux et les coyotes qui occupent la même région. Pour éviter la compétition interspécifique, le renard gris a développé certains comportement et habitudes qui augmentent ses chances de survie. Dans les régions où renards gris et coyotes chassent les mêmes proies, il a été observé que le renard gris laisse de l’espace au coyote, restant dans son propre territoire de chasse établi,. Les renards gris peuvent également éviter leurs compétiteurs en occupant des habitats différents : en Californie, ils vivent dans le chaparral, où leurs concurrents sont moins nombreux et où la végétation basse leur offre une meilleure chance d’échapper à une mauvaise rencontre. Il a également été suggéré que les renards gris pourraient être plus actifs la nuit que le jour pour éviter les grands opposants diurnes..
Cependant, les renards gris tombent fréquemment victimes des lynx roux et des coyotes. Lorsqu’ils sont tués, leurs carcasses ne sont souvent pas consommées, ce qui laisse penser qu’ils sont victimes de prédation intraguilde.. Ces renards gris sont souvent tués à la limite ou à proximité de leur territoire établi, lorsqu’ils commencent à interférer avec leurs concurrents. Les renards gris sont considérés comme des mésoprédateurs car ils occupent un rang intermédiaire dans la chaîne alimentaire et leurs proies sont principalement de petits mammifères, tandis que les coyotes sont considérés comme des superprédateurs de facto depuis la disparition d’autres prédateurs plus gros, comme les loups, en Amérique du Nord,. Cela explique la tendance du renard gris à modifier son comportement en réponse à la menace que représente le coyote, puisqu’il occupe essentiellement un rang inférieur dans la chaîne alimentaire.

### Parasites
Les parasites du renard gris incluent le trématode Metorchis conjunctus. 
D'autres parasites courants recueillis sur des renards gris au Texas comprennent divers ténias (Mesocestoides litteratus, Taenia pisiformis, Taenia serialis) et des ascaris (Ancylostoma caninum, Ancylostoma braziliense, Haemonchus similis, Spirocerca lupi, Physaloptera rara, Eucoleus aerophilus).  
T.pisiformis est l’espèce parasitaire la plus fréquente et est associée à des impacts sanitaires récurrents.

### Reproduction
Le renard gris est présumé monogame, comme les autres espèces de renards. La saison de reproduction varie selon la région : au Michigan, l’accouplement a lieu au début du mois de mars, tandis qu'en Alabama, le pic de reproduction se situe en février. La gestation dure environ 53 jours. Les portées comptent de 1 petit à 7 petits, avec une moyenne de 3,8 petits par femelle.

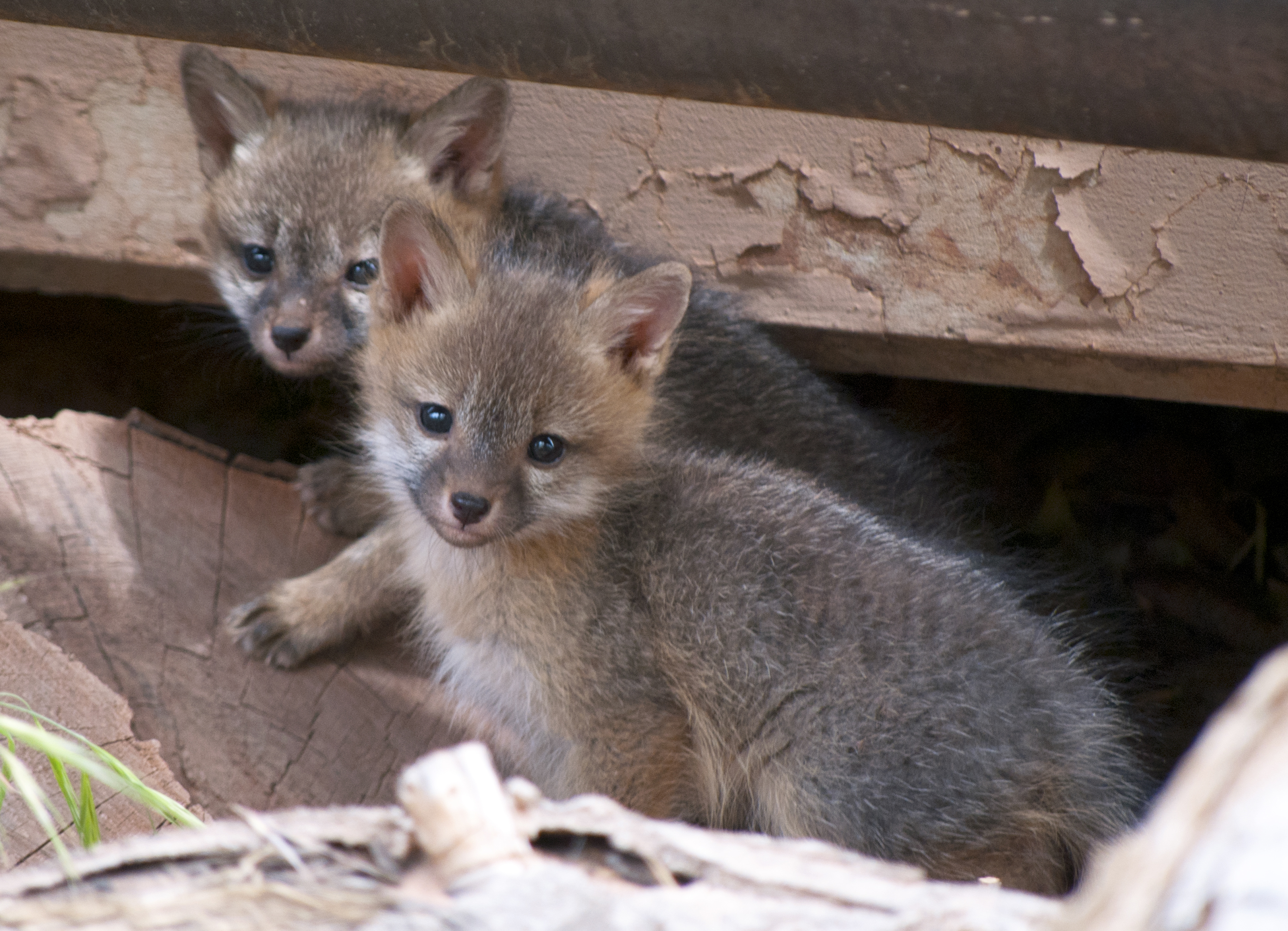
Jeunes renards gris dans le Zion Canyon

La maturité sexuelle des femelles survient vers l’âge de 10 mois. Les jeunes commencent à chasser avec leurs parents à l’âge de 3 mois. À 4 mois, ils ont développé leur dentition définitive et peuvent aisément se nourrir seuls. Le groupe familial reste uni jusqu’à l’automne, lorsque les jeunes mâles atteignent la maturité sexuelle, puis ils se dispersent. Dans une étude menée sur 9 renards gris juvéniles, seuls les mâles se sont dispersés, parcourant jusqu’à 84 km. Les jeunes femelles, elles, restaient dans un rayon de 3 km autour du terrier et y revenaient toujours. Les renards gris adultes ne montraient aucun signe de dispersion, quel que soit le sexe Le renard gris vit généralement entre 6 ans et 10 ans..
Le cycle reproducteur annuel des mâles a été décrit à partir de frottis épididymaires. Ils deviennent fertiles plus tôt et le restent plus longtemps que les femelles,
Les troncs, arbres, rochers, terriers ou bâtiments abandonnés servent de sites de tanière adaptés. Celles-ci peuvent être utilisées à tout moment de l’année, mais surtout pendant la saison de mise bas. Elles sont construites dans des zones broussailleuses ou boisées et sont mieux dissimulées que celles du Renard roux.

## Rôle écologique
Comme les rats et les souris constituent une grande part du régime alimentaire du renard gris, celui-ci joue un rôle important dans la régulation des populations de petits rongeurs.
En plus de leur rôle bénéfique de prédateur, les renards gris sont également des hôtes moins souhaitables pour certains parasites internes et externes, tels que les puces, les poux, les nématodes et les ténias. Aux États-Unis, le parasite le plus fréquent chez le renard gris est la puce (Pulex simulans) ; toutefois, plusieurs nouveaux arthropodes parasites ont été identifiés dans des populations du centre du Mexique, et le réchauffement climatique pourrait favoriser leur migration vers le nord.